# Lagoa Mangueira
A Lagoa Mangueira é uma lagoa brasileira localizada no estado do Rio Grande do Sul, sul do Brasil.
A Lagoa Mangueira tem 123 quilômetros de extensão e uma área total de 800 quilômetros quadrados. Está situada no município de Santa Vitória do Palmar. Fica a mais de 500 quilômetros da capital gaúcha, Porto Alegre, quase na fronteira com o Uruguai, sem concentrações urbanas por perto. É tida como um excelente local para a prática de mergulho, pesca e esportes aquáticos.